# Beleg van Breda (1577)
Het Beleg van Breda in 1577 was de belegering van Breda in 1577 door troepen van Willem van Oranje, aangevoerd door Hohenlohe en Champagney, die duurde van 4 augustus tot en met 4 oktober 1577. De inname van Breda werd bevorderd door de vijandige houding van de Bredase bevolking tegenover het Spaanse Rijk, maar met name tegenover de Duitse troepen, die het de bevolking niet makkelijk hadden gemaakt.

## Aanloop
Na de Spaanse Furie in Antwerpen hadden Champagney en Hohenlohe de Duitse vendels van de kolonels Fugger, Fronsberg nagezeten en deze verjaagd uit Wouw, Bergen op Zoom en Steenbergen. Fugger hadden ze in handen gekregen en opgesloten. De verspreide vendels van Fugger en Fronsberg waren allemaal naar Breda gevlucht. Zij waren nu voor Breda gekomen en hadden alle toegangswegen open gegraven zodat niemand er meer in of uit kon. Binnen Breda lag een vendel lichte ruiterij onder Antonio d'Avila, drie Duitse vendels voetvolk uit het regiment van kolonel Fronsberg. Op 7 januari was d'Avila de stad uitgetrokken met vijftig ruiters naar Hoogstraten. De rest bleef achter onder leiding van luitenant Juan de Cembrano. Intussen leefden de soldaten op kosten van de stad, hetgeen een zware last werd voor de burgers. Uit stadsrekeningen van Breda blijkt dat er werd gewerkt om de vestingwerken in een staat van beleg te brengen, dagelijks moest ieder gezin een werkkracht leveren om aan de wallen te werken. Ook werd een half pond reuzel aangeschaft om de hamei van de Gasthuiseindepoort te smeren. Daarnaast werd allerlei materiaal ingekocht zoals korven, schoppen, en andere middelen.

## Beleg

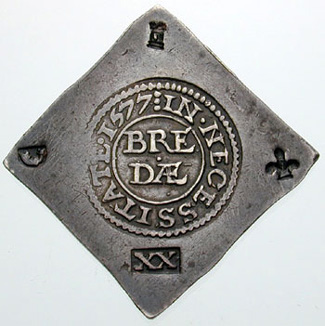
Noodmunt geslagen tijdens het beleg.

### Insluiting en het slaan van noodmunten
De Staatsen wisten dat de bezetting binnen Breda ongeveer even groot was als dat van hun. Net als bij de inname van Bergen op Zoom pasten ze wederom dezelfde list toe. In de nacht maakte men rondom de stad veel lawaai door op trompetten te blazen en op trommels te slaan. Op deze wijze hielden ze de schijn op alsof er een groot leger rondom Breda lag. Binnen de stad, die nu ingesloten was, kon men niet meer uitrichten dan soldij verlangen, hun zilver naar de Munt brengen, waar de magistraat noodgeld liet slaan ter waarde van vijf- tot zesduizend gulden. Daarnaast werd nog tinnen noodgeld geslagen ter waarde van vijfduizend gulden. De muntjes verschenen in de grootte van drie en vier stuivers. Dan werden ook nog loden muntjes geslagen. De belegerde soldaten binnen Breda hadden sinds 22 juli hun kolonel Fronsberg in het stadhuis gevangengezet. Naast hem hadden ze de heer van Kinsinck een hele nacht aan de put op de markt vastgeketend. Omdat zij zich "trouwloos" behandeld voelden door hem. Om die reden kon de magistraat niet op het stadhuis vergaderen, waarom men in het huis van de drost moest vergaderen.

### Een duivel rooft een vaandel
Een Frans soldaat die met de Staatsen meevocht haalde zich in de nacht een stoutmoedige daad op zijn hals. Hij had zijn blote lichaam zwart gemaakt en was door de vestingwerken heen op de wallen geklommen om een vaandel weg te nemen. De schildwacht dacht dat het de duivel was. De "duivel" bracht het vaandel naar Hohenlohe en werd na de overgave van de stad door de magistraat daarvoor beloond met een gouden noodmunt, ter waarde van negen gulden.

### Stad wordt ingenomen met een list
Over de inname van de stad bestaat een mooi verhaal. Onbekend is of dit de ware toedracht is of niet. Het is evenwel een opmerkelijk verhaal: "De belegeraars hadden vernomen dat de Duitsers een kwakzalver of hopman (bronnen verschillen van mening) met brieven hadden weggestuurd naar don Juan. Toen deze terugkwam hebben ze hem in Geertruidenberg warm ontvangst gegeven en dronken gevoerd. Daarna werden zijn spullen doorzocht en vonden inderdaad een brief van don Juan. Don Juan verzocht de Duitsers de stad tot het uiterste te verdedigen onder de belofte binnen zes weken ontzet te bieden. De Staatsen maakten de brief kunstig na, voorzien van realistische zegels en handtekening. Alleen de inhoud werd drastisch gewijzigd: Hij bedankte hen voor de trouw en dapperheid, waarin hij in hun daden op de hoogste waarde schatte, en hun beval de stad zonder dralen over te dragen aan de Staatsen met een uitnodiging, om het achterstallig soldij zo spoedig mogelijk bij hem te komen incasseren De boodschapper werd wakker en bemerkte dat hij nu alleen was liep in stilte door en werd binnengelaten in de stad. Binnen in de stad riep een trommelaar alle soldaten bijeen en werd de versierde brief plechtig voorgelezen. Meteen daarop traden zij in onderhandeling met Hohenlohe en droegen de stad op 4 oktober over aan de Staatsen."

## Nasleep
Het verhaal over de inname met een list is allerminst zeker. Waarschijnlijker is dat de Staten hebben onderhandeld met de soldaten en uiteindelijk het achterstallige soldij betaalt hebben onder voorwaarden dat zij zouden vertrekken. Mogelijk werd 3900 carolusgulden betaald. Uit stadsrekeningen blijkt dat de detentiekosten op rekening van Breda zijn gekomen om Fronsberg op te sluiten. Op 4 oktober trokken de troepen de stad uit. Ze werden namens de prins begeleid door de kapiteins Tongerlo en Wouter Van Mattenes. Er werd die dag een groot feest gehouden in de stad. De grote klok werd geluid, in de avond vereerde Hohenlohe de stad met een bezoekje. Jonkheer Coenen werd met een bezetting op het kasteel geplaatst. Nadat de Duitsers uitgetrokken waren bleven enkelen van hem op Terheyden en Teteringe liggen todat de heer Jan van Berchem, met een vendel, hen daar verjoeg. Zij brachten enkele gevangen waaronder, Luitenant Blomt, binnen Breda. In 1581 zou de stad weer in handen vallen van de Spanjaarden.
1577: Beleg door Hohenlohe · 
1581: Furie van Houtepen · 
1590: Turfschip van Breda · 
1624-25: Beleg door Spinola · 
1637: Beleg door Frederik Hendrik · 
1793: Beleg door Dumouriez · 
1813: Beleg door Roguet